# Religionsfreiheit in Österreich
Die Religionsfreiheit in Österreich setzte sich überwiegend in der Zeit von 1781 bis 1919 in mehreren Schritten durch, also etwa während des langen 19. Jahrhunderts. Heute herrscht weitgehend vollständige Glaubens-, Bekenntnis- und Religionsausübungsfreiheit, solange das die Grundwerte Österreichs anerkennt, sowie weitgehende Trennung von Kirche und Staat.

## Geschichte

### Katholisches Österreich
Für die Habsburger war der katholische Glaube nicht nur unbestrittene Hausreligion, sondern die habsburgischen Herrscher sahen sich als „von Gottes Gnaden erwählter“ Kaiser und in ihrer Funktion als Regenten des „Heiligen“ Römischen Reichs (bis 1806), Inhaber der „Heiligen“ Ungarischen Krone und des Königreichs Jerusalem auch als weltliche Schirmherren der Lateinischen Kirche zu Rom, ab den Türkenkriegen in Nachfolge des byzantinischen Reichs zunehmend auch der gesamten Römisch-katholischen Kirche unter dem Papst. Auch das souveräne Erzstift Salzburg als der „Kirchenstaat des Nordens“ bis 1803 trug zu dieser Entwicklung bei.
Die Mehrzahl der Habsburger wollte dabei primär Glaubenseinheit im Dienste des inneren Friedens, nicht Glaubensfreiheit. Ganz gemäß dem bis zum Dreißigjährigen Krieg gewonnenen Paradigma cuius regio, eius religio stellte sich die Habsburgermonarchie als nach außen geschlossener Block mit einer katholischen De-facto-Staatskirche dar. In der Schärfe der inneren Verteidigung des Katholizismus schwankten die österreichischen Kaiser zwischen strenger Unterdrückung andersdenkender Bürger in der Zeit der Gegenreformation des 16. hinein in das 18. Jahrhundert bis zu weitgehender Toleranz etwa bei Maximilian II. vor Beginn der Gegenreformation (der einzige Habsburger, der sich selbst als nicht katholisch, sondern im Geiste des Humanismus als „weder Papist noch Evangelischer, sondern Christ“ sah) über den Pragmatismus Joseph II., für den alles akzeptabel schien, was der Sache und Prosperität des Reiches diente (Anerkennung der privaten Religionsfreiheit, der Protestanten und Orthodoxen), bis hin zu Ferdinands und Franz Josephs Zwecktoleranz in der zerfallenden Monarchie (Anerkennung der allgemeinen Bürgerrechte und des Judentums und Islams).
Auch nach dem Ende des Habsburgerreiches entstand unter Dollfuß und Schuschnigg mit dem – in vehementer Abgrenzung zu Hitlers Neogermanismus – streng katholischen Austrofaschismus wieder eine Grundhaltung, die der Katholischen Kirche eine Vorrangstellung zu verschaffen versuchte.
Erst mit der Zweiten Republik wurde die Trennung von Kirche und Staat weitgehend durchgesetzt, mehr in der von Einheitswillen geprägten direkten Nachkriegszeit, in der selbst die konservative ÖVP in Distanz zur Vorkriegs-Christlichsozialen Partei dezidiert kein katholisches Programm mehr verfolgte,
Während das spätere 20. Jahrhundert trotz auch sozialistischer Regierungen eher von Stillstand im Öffnungsprozess geprägt war. Erst gegen Beginn des 21. Jahrhunderts, ab dem EU-Beitritt Österreichs, findet eine zunehmende Multikulturalisierung Österreichs auch in der Gesetzgebung, Rechtspraxis und im staatlichen Selbstverständnis statt.

### Toleranzpatent 1781
Der Ausgangspunkt der Religionsfreiheit in Österreich war das Toleranzpatent aus dem Jahre 1781 unter Joseph II.
Dieses Gesetz, ganz im Geist des aufgeklärten Absolutismus, gewährte „überzeugt von der Schädlichkeit jeglichen Gewissenzwangs“ die persönliche Glaubens- und Gewissensfreiheit für die Angehörigen der „augsburgischen und helvetischen Religionsverwandten“, aber nicht die Freiheit für die Religionsgemeinschaft selbst. Zwar wurde den „evangelischen Religionsverwandten“ das Recht auf Gründung von Pfarrgemeinden zugestanden, gleichzeitig wurde die Evangelische Kirche aber eine Verwaltungsangelegenheit des Staates (kaiserliches Konsistorium zunächst in Teschen, später Wien).
Das Toleranzpatent von 1781 unterschied zwischen der öffentlichen und der häuslichen Religionsübung (dem öffentlichen und dem privaten Exerzitium). Im Privaten, also hinter verschlossenen Türen in privaten Räumlichkeiten, sollte seit Joseph II. im Prinzip alles erlaubt sein, was nicht gegen Gesetzesbestimmungen verstieß. Das öffentliche Auftreten der einzelnen Religionsgemeinschaften dagegen wurde durch Einzelgesetze – teilweise unterschiedlich – geregelt. So durften evangelische, jüdische und islamische Geistliche in der Öffentlichkeit keine Amtstracht tragen. Und bis 1861 (Protestantenpatent) waren evangelische Kinder in der öffentlichen Schule verpflichtet, am römisch-katholischen Religionsunterricht teilzunehmen (Gleiches galt für jüdische, muslimische und orthodoxe Kinder).

### Staatsgrundgesetz 1867
Wichtig für die Freiheit, sich in einer Religionsgemeinschaft zu organisieren, sind die Formulierungen der Glaubens- und Gewissensfreiheit, welche zum ersten Mal auch die Organisationsform im Staatsgrundgesetz vom 21. Dezember 1867, einem Teil der Dezemberverfassung, erwähnt (Artikel 14). Vor allem wurde damit allen gesetzlich anerkannten Kirchen und Religionsgemeinschaften der Status einer „Körperschaft öffentlichen Rechts“ zugestanden. Damit wurde der Anfang des Rechtes zur freien inneren Organisation gelegt, da nun nicht mehr jede Einzelregelung durch den Staat erlassen werden musste. In der Praxis wurden alle Kirchen und Religionsgemeinschaften bis zum Ende der k.u.k. Monarchie sehr restriktiv durch das Kultusministerium geleitet (so wurde bis 1918 jeder Bischof der römisch-katholischen Kirche von Kaiser Franz Joseph I. persönlich ernannt und den Evangelischen, Orthodoxen und Juden jede Form einer das ganze Reichsgebiet umfassenden Organisation untersagt), den gesetzlich anerkannten Religionsgemeinschaften wurde aber die Organisation auf mittlerer Ebene und ein Stück finanzielle Eigenverwaltung zugestanden.
Die Religionsfreiheit wurde in den Art. 14–16 des Staatsgrundgesetzes über die allgemeinen Rechte der Staatsbürger geregelt:
- Artikel 14

Die volle Glaubens- und Gewissensfreiheit ist Jedermann gewährleistet. Der Genuß der bürgerlichen und politischen Rechte ist von dem Religionsbekenntnisse unabhängig; doch darf den staatsbürgerlichen Pflichten durch das Religionsbekenntniß kein Abbruch geschehen. Niemand kann zu einer kirchlichen Handlung oder zur Theilnahme an einer kirchlichen Feierlichkeit gezwungen werden, in sofern er nicht der nach dem Gesetze hierzu berechtigten Gewalt eines Anderen untersteht.
- Artikel 15

Jede gesetzlich anerkannte Kirche und Religionsgesellschaft hat das Recht der gemeinsamen öffentlichen Religionsübung, ordnet und verwaltet ihre inneren Angelegenheiten selbständig, bleibt im Besitze und Genusse ihrer für Cultus-, Unterrichts- und Wohlthätigkeitszwecke bestimmten Anstalten, Stiftungen und Fonde, ist aber, wie jede Gesellschaft, den allgemeinen Staatsgesetzen unterworfen.
- Artikel 16

Den Anhängern eines gesetzlich nicht anerkannten Religionsbekenntnisses ist die häusliche Religionsübung gestattet, in sofern dieselbe weder rechtswidrig, noch sittenverletzend ist.
Hinweis: Artikel 16 Staatsgrundgesetz wurde inzwischen durch Artikel 63 Abs. 2 StV v St. Germain derogiert.
Nach diesem Gesetz steht jedem Bürger die Zugehörigkeit und Ausübung in einer Kirche oder Religionsgemeinschaft frei. Das heißt, sowohl Eintritt als auch Austritt sind frei von staatlichem Zwang. Es ist auch jedem unbenommen, keiner Religion anzugehören. Den anerkannten Religionsgemeinschaften wurde damit ausdrücklich das Recht auf öffentliche Religionsausübung eingeräumt, den anderen Religionsgemeinschaften damals noch nur die private Religionsausübung.

### Maigesetze 1868
Im Mai 1868 kam es zu drei Kirchengesetzen (Maigesetze genannt, Novelle 1874), durch welche einige Bestimmungen des Konkordats 1855 eingeengt wurden: Sie betrafen die Bereiche weltliche Ehegerichtsbarkeit, staatliches Unterrichtswesen sowie freie Konfessionswahl. Damit wurde der Einfluss der katholischen Kirche etwas zurückgedrängt. Im Jahr 1870 wurde das Konkordat auf Initiative des Kultusministers Karl von Stremayr schließlich ganz gekündigt. Willkommener Anlass für die Kündigung war die Erklärung des Dogmas der Unfehlbarkeit des Papstes. Außerdem kam der Heilige Stuhl auch unter den Einfluss des verfeindeten neubegründeten Königreichs Italien.
Die Gesetze der Jahre 1867 und 1868 dürften die 1869 erfolgte formelle Gründung einer ersten Baptistengemeinde in Österreich begünstigt haben.

### Anerkennungsgesetz 1874
Die Bedingungen seitens des Staates für die Anerkennung wurden mit dem Gesetz vom 20. Mai 1874, betreffend die gesetzliche Anerkennung von Religionsgesellschaften geregelt. Damit wurde das erste Mal die prinzipielle Bereitschaft, jegliche Religion anzuerkennen, geäußert, um der Multikulturalität des Vielvölkerstaates Rechnung zu tragen.
In Folge wurde 1877 die „romfreie“ altkatholische Kirche, 1890 der israelitische (mosaische) Glaube und 1912 auch der (seinerzeit noch nur hanefitische) Islam anerkannt. Es folgten weitere christliche Gemeinschaften, aber erst hundert Jahre später, 1983, wurde beispielsweise der Buddhismus anerkannt, und erst seit Anfang der 2000er ist die Bildung einer Religionsgemeinschaft als Rechtsperson für im Prinzip jede Religion offen (Novelle des Vereinsgesetzes, religiöser Verein). Heute bezieht sich die eigentliche Anerkennung nurmehr auf diverse Regelungen öffentlich-rechtlicher Angelegenheiten wie Religionsunterricht, konfessionelle Schulen, Präsenz im ORF, Steuererleichterungen, Subventionierung und einige spezielle Vor- und Schutzrechte.

### Vertrag von Saint-Germain 1919
Durch den im Verfassungsrang stehenden Vertrag von Saint-Germain wird seit dem Jahr 1919 das Recht auf öffentliche Religionsausübung auch den Anhängern nichtanerkannter Religionen eingeräumt:
- Artikel 63

… Alle Einwohner Österreichs haben das Recht, öffentlich oder privat jede Art Glauben, Religion oder Bekenntnis frei zu üben, sofern deren Übung nicht mit der öffentlichen Ordnung oder mit den guten Sitten unvereinbar ist.
Dabei handelt es sich um ein individuelles Recht, nicht um ein korporatives Recht. Inwieweit eine nicht anerkannte Religionsgemeinschaft Rechtspersönlichkeit erlangen kann, blieb offen. Aber immerhin konnten nun – mit Hilfe des Umweges über die Bildung von „Hilfsvereinen“ zum geschäftlichen Agieren – viele nichtkatholische Gemeinschaften öffentlich tätig sein. Daher war es für Religionsgemeinschaften auch gar nicht so klar, ob sie weiterhin die Anerkennung als Kirche anstreben. Bei den Baptisten z. B. gab es darüber wiederholt Diskussionen; die Befürworter eines Anerkennungsantrages argumentierten vorwiegend praktisch, die Gegner theologisch.
An staatlichen Zugeständnissen von bürgerlichen Freiheiten waren auch äußere Ereignisse beteiligt: „Wesentliche Schritte zur Stärkung individueller Menschenrechte gab es bemerkenswerterweise nach militärischen Niederlagen“: Das Protestantenpatent 1861 nach der Niederlage gegen Sardinien und Frankreich, das Staatsgrundgesetz 1867 nach der Niederlage gegen Preußen, und den Staatsvertrag von St. Germain 1919 nach dem verlorenen Ersten Weltkrieg.

### Europäische Menschenrechtskonvention 1950 (1958)
Durch die im Verfassungsrang stehende Europäische Menschenrechtskonvention von 1950 wird die Religionsfreiheit wie folgt präzisiert:
- Artikel 9. Gedanken-, Gewissens- und Religionsfreiheit

(1) Jedermann hat Anspruch auf Gedanken-, Gewissens- und Religionsfreiheit; dieses Recht umfaßt die Freiheit des Einzelnen zum Wechsel der Religion oder der Weltanschauung sowie die Freiheit, seine Religion oder Weltanschauung einzeln oder in Gemeinschaft mit anderen öffentlich oder privat, durch Gottesdienst, Unterricht, durch Ausübung und Betrachtung religiöser Gebräuche auszuüben.
(2) Die Religions- und Bekenntnisfreiheit darf nicht Gegenstand anderer als vom Gesetz vorgesehener Beschränkungen sein, die in einer demokratischen Gesellschaft notwendige Maßnahmen im Interesse der öffentlichen Sicherheit, der öffentlichen Ordnung, Gesundheit und Moral oder für den Schutz der Rechte und Freiheiten anderer sind.
Österreich trat der Menschenrechtskonvention 1958 bei.

### Gesetz über die religiösen Bekenntnisgemeinschaften 1998
Durch das Gesetz über die Rechtspersönlichkeit von religiösen Bekenntnisgemeinschaften, in Kraft getreten am 10. Jänner 1998, wurde auch den bis dahin nicht anerkannten Religionsgemeinschaften die Möglichkeit geboten, bei Erfüllung bestimmter Kriterien Rechtspersönlichkeit zu erwerben.
Eine Übersicht über alle in Österreich staatlich anerkannten Religionsgemeinschaften sowie über die staatlich eingetragenen Bekenntnisgemeinschaften ist im Artikel Anerkannte Religionen in Österreich zu finden.

## Spezielle Aspekte der Religionsfreiheit

### Religionsmündigkeit
In Österreich kann jeder Jugendliche ab der Vollendung des 14. Lebensjahrs seine Religion selbst bestimmen, ist also voll religionsmündig. Während bis zum 10. Lebensjahr ausschließlich die Eltern über eine Religionszugehörigkeit entscheiden können, hat das Kind bis zum 12. Lebensjahr angehört zu werden. Zwischen dem 12. und 14. Lebensjahr kann ein Religionswechsel durch die Eltern ohne Zustimmung des Jugendlichen nicht mehr erfolgen.

### Religionslosigkeit
Das bereits oben zitierte Staatsgrundgesetz schließt laut Artikel 14 explizit auch jeden Zwang zur Religionsausübung aus, wodurch im Begriff Religionsfreiheit auch die „Freiheit von Religion“ mit eingeschlossen ist. Die Möglichkeit eines Kirchenaustritts und der damit verbundene rechtliche Status der Konfessionslosigkeit wurde in Österreich mit dem Interkonfessionellen Gesetz von 1868 in das Rechtssystem eingeführt.

### Differenzierung der Rechte zwischen anerkannten und nicht anerkannten Religionsgemeinschaften
Zu Grundlagen siehe Anerkannte Religionsgemeinschaften in Österreich
- gesetzlich anerkannt … gesetzlich anerkannte Kirchen und Religionsgesellschaften
- nicht gesetzlich anerkannt … Staatlich eingetragene religiöse Bekenntnisgemeinschaften und religiöse Vereine

| | gesetzlich anerkannt                                                               | nicht gesetzlich anerkannt                                                             |
| --- | ---------------------------------------------------------------------------------- | -------------------------------------------------------------------------------------- |
| Recht auf öffentliche Religionsausübung | Ja (durch Art. 15 Staatsgrundgesetz)                                               | Ja (durch Art. 63 Vertrag von St.Germain)                                              |
| Existenz als Rechtsperson möglich | ja                                                                                 | ja (seit 1998 auch religiöse Vereine möglich)                                          |
| Körperschaft des öffentlichen Rechts | ja (u. u. für eine Vereinigung)                                                    | nein                                                                                   |
| in seelsorgerischer Tätigkeit ausgenommen vom Verbandsverantwortlichkeitsgesetz                                                                            | Ja                                                                                 | Ja für eingetragene Bekenntnisgemeinschaften; sonst Nein                               |
| Schutz vor Herabsetzung des Ansehens bei Veranstaltungen (Niederösterreich)                                                                                | Ja                                                                                 | Nein                                                                                   |
| Verfassung erkennt Bedeutung der Religionen für religiöse und sittliche Grundlage des menschlichen Lebens an (Vorarlberg)                                  | Ja                                                                                 | Nein                                                                                   |
| Schulwesen |                                                                                    |                                                                                        |
| Beratende Stimme im Kollegium des Landesschulrats | Ja                                                                                 | Nein                                                                                   |
| Mitgliedschaft im Schulausschuss für die Religionsgemeinschaft, der die Mehrheit der Schüler angehört                                                      | Ja                                                                                 | Nein                                                                                   |
| staatlich finanzierter Religionsunterricht | Ja                                                                                 | Nein                                                                                   |
| vereinfachte Verleihung des Öffentlichkeitsrechts für konfessionelle Privatschulen                                                                         | Ja                                                                                 | Nein                                                                                   |
| Subventionierung konfessioneller Privatschulen | Ja                                                                                 | Nein                                                                                   |
| Medien |                                                                                    |                                                                                        |
| gesetzlich vorgesehene Begünstigung im Postzeitschriftenversand                                                                                            | Nein (bis 1996: Ja; derzeit nur mehr Begünstigung im Rahmen der „sponsoring.post“) | Nein                                                                                   |
| Sitz im Beirat der KommAustria | Ja                                                                                 | Nein                                                                                   |
| Sitz im Stiftungsrat des ORF | Ja                                                                                 | Nein                                                                                   |
| Sitz im Publikumsrat des ORF | Ja (nur katholische und evangelische Kirche)                                       | Nein                                                                                   |
| Bedeutung der Religionsgemeinschaft vom ORF bei Programmplanung zu berücksichtigen                                                                         | Ja                                                                                 | Nein                                                                                   |
| Seelsorger |                                                                                    |                                                                                        |
| befreit von Stellungspflicht und Wehrpflicht | Ja                                                                                 | Nein                                                                                   |
| befreit von der Leistungspflicht nach Militärbefugnisgesetz                                                                                                | Ja                                                                                 | Nein                                                                                   |
| befreit von der Bürgerpflicht zum Geschworenen- und Schöffenamt                                                                                            | Ja                                                                                 | Nein                                                                                   |
| befreit von Leistungspflicht in Pflichtfeuerwehren (Tirol)                                                                                                 | Ja                                                                                 | Nein                                                                                   |
| Anrechnung von Seelsorgetätigkeit als Ruhegenussvordienstzeit (z. B. für Beamtenpension, ÖBB-Pension)                                                      | Ja                                                                                 | Nein                                                                                   |
| ausgenommen vom Erfordernis einer Bewilligung laut Aufenthaltsgesetz                                                                                       | Ja                                                                                 | Nein                                                                                   |
| ausgenommen vom Geltungsbereich des Ausländerbeschäftigungsgesetzes                                                                                        | Ja                                                                                 | Nein                                                                                   |
| ausgenommen von Arbeitnehmerschutzgesetz und Arbeitsinspektionsgesetz                                                                                      | Ja                                                                                 | Nein                                                                                   |
| Schutz religiöser Riten |                                                                                    |                                                                                        |
| Strafgefangene haben Möglichkeit zur Trauung vor Seelsorger                                                                                                | Ja                                                                                 | Nein                                                                                   |
| Möglichkeit zur Abweichung von üblichen Aufbahrungsbestimmungen aufgrund religiöser Vorschriften (z. B. Oberösterreich, Wien)                              | Ja                                                                                 | Nein                                                                                   |
| Möglichkeit, einen Friedhof zu errichten und zu betreiben (z. B. Oberösterreich, Steiermark)                                                               | Ja                                                                                 | Nein                                                                                   |
| Möglichkeit zur Bestattung außerhalb eines Friedhofs aufgrund religiöser Vorschriften (Vorarlberg)                                                         | Ja                                                                                 | Nein                                                                                   |
| Seelsorger darf Bestattung auf Friedhofsgelände leiten / Kulthandlungen anlässlich Bestattung auf Friedhöfen erlaubt                                       | Ja                                                                                 | In einzelnen Ländern und Gemeinden Nein (z. B. Vorarlberg; Telfs, Zams, Bischofshofen) |
| Möglichkeit zur Abweichung von üblichen Tierschutzbestimmungen aufgrund religiöser Vorschriften (z. B. Steiermark)                                         | Ja                                                                                 | Nein                                                                                   |
| Unpfändbarkeit von für den Gottesdienst verwendeten Gegenständen                                                                                           | Ja                                                                                 | Nein                                                                                   |
| Veranstaltungen der Religionsgemeinschaften |                                                                                    |                                                                                        |
| ausgenommen vom Veranstaltungsgesetz (Niederösterreich: religiöse Veranstaltungen; Tirol: alle Veranstaltungen)                                            | Ja                                                                                 | Nein                                                                                   |
| Befreiung von Gewerbeordnung für Speisen- bzw. Getränkeausschank bei Veranstaltungen, deren Ertrag religiösen Zwecken zugutekommt                          | Ja                                                                                 | Nein                                                                                   |
| ausgenommen vom Campinggesetz (Tirol) | Ja                                                                                 | Nein                                                                                   |
| Teilnehmer an religiösen Veranstaltungen von Aufenthaltsabgabe befreit (Tirol)                                                                             | Ja                                                                                 | Nein                                                                                   |
| religiöse Veranstaltungen von Vergnügungssteuer befreit (z. B. Wien)                                                                                       | Ja                                                                                 | Nein                                                                                   |
| Befreiung vom Erfordernis einer Gebrauchserlaubnis für Benutzung öffentlichen Grunds für religiöse Zwecke (Niederösterreich)                               | Ja                                                                                 | Nein                                                                                   |
| sonstige soziale Aktivitäten |                                                                                    |                                                                                        |
| Möglichkeit zur Zertifizierung als Kursträger für Alphabetisierungs- und Deutsch-Integrationskurse                                                         | Ja                                                                                 | Nein                                                                                   |
| Möglichkeit der Mitgliedschaft in einem vom Innenministerium gegründeten Verein zur Förderung des Auslandsdienstes                                         | Ja                                                                                 | Nein                                                                                   |
| Mitgliedschaft der größten Jugendorganisationen im Präsidium der Bundesjugendvertretung                                                                    | Ja                                                                                 | Nein                                                                                   |
| Seniorenveranstaltungen subventioniert (Niederösterreich)                                                                                                  | Ja                                                                                 | Nein                                                                                   |
| Möglichkeit zum Abschluss von befristeten Hauptmietverträgen zur gemeinnützigen Wohnraumbeschaffung als Zwischennutzung bis zu einer geförderten Sanierung | Ja                                                                                 | Nein                                                                                   |
| Vermerk des Religionsbekenntnisses auf Urkunden |                                                                                    |                                                                                        |
| Religionszugehörigkeit auf Schulzeugnissen vermerkt | Ja                                                                                 | Ja für eingetragene Bekenntnisgemeinschaften; sonst Nein                               |
| Religionszugehörigkeit auf Personenstandsurkunden vermerkt                                                                                                 | Ja                                                                                 | Nein                                                                                   |
| Steuern |                                                                                    |                                                                                        |
| Pflichtbeiträge an Religionsgemeinschaften im Ausmaß von bis zu 400 Euro jährlich steuerlich absetzbar                                                     | Ja                                                                                 | Nein                                                                                   |
| Begünstigung bei Schenkungs- und Erbschaftssteuer (nur mehr theoretisch, da sowohl Erbschafts- als auch Schenkungssteuer vom VfGH aufgehoben wurden)       | Ja                                                                                 | Nein                                                                                   |
| Grundsteuerbefreiung für Gebäude, die für Gottesdienste, Verwaltungsaufgaben oder als Altenheim genutzt werden                                             | Ja                                                                                 | Nein                                                                                   |
| Befreiung von der Gesellschaftsteuer | Ja                                                                                 | Nein                                                                                   |
| Befreiung von Überwachungsgebühren für Dienste öffentlicher Sicherheitsorgane bei Veranstaltungen                                                          | Ja                                                                                 | Nein                                                                                   |
| Befreiung von (Vorarlberg) bzw. Begünstigung bei Landes- und Gemeinde-Verwaltungsabgaben (z. B. Wien, Oberösterreich)                                      | Ja                                                                                 | Nein                                                                                   |
| Befreiung von Fremdenverkehrsabgabe (Kärnten) | Ja                                                                                 | Nein                                                                                   |
| Finanzierung |                                                                                    |                                                                                        |
| Möglichkeit zur Durchführung von Nummernlotterien, Tombolaspielen u. ä.                                                                                    | Ja                                                                                 | Nein                                                                                   |
| ausgenommen von den Bestimmungen der Sammlungsgesetze (z. B. Oberösterreich)                                                                               | Ja                                                                                 | Nein                                                                                   |
| ausgenommen vom Stiftungs- und Fondsgesetz | Ja                                                                                 | Nein                                                                                   |
| Datenschutz |                                                                                    |                                                                                        |
| Religionsgemeinschaften erhalten auf Verlangen die Meldedaten der sich zur jeweiligen Gemeinschaft bekennenden Personen                                    | Ja                                                                                 | Nein                                                                                   |
| staatliche Anti-Sekten-Aktivitäten |                                                                                    |                                                                                        |
| Dokumentation von Gefährdungen, die von der betreffenden Religion ausgehen können, durch die Bundesstelle für Sektenfragen                                 | Nein                                                                               | Ja                                                                                     |